# L'Avocat (film, 2010)
Pour les articles homonymes, voir L'Avocat.
Pour plus de détails, voir Fiche technique et Distribution.
L'Avocat est un film dramatique français réalisé par Cédric Anger, sorti en 2010.

## Synopsis
Léo Demarsan est un jeune avocat promis à un avenir brillant. Il est spécialisé dans le droit pénal. Ses plaidoiries assurent au cabinet d'affaires qu'il vient d'intégrer, un succès rapide. Mais Léo découvre vite que certains clients qu'il défend utilisent des méthodes douteuses, dignes des pratiques mafieuses. Un gros client l'entraîne dans des pratiques illégales et le jeune avocat se retrouve piégé et doit, contre son gré, collaborer avec l'administration des douanes.

## Fiche technique
- Réalisateur : Cédric Anger
- Assistante réalisatrice : Alexandra Denni
- Scénario et dialogues : Cédric Anger
- Directeur de la photographie : Guillaume Schiffman
- Effets visuels : Stéphane Bidault
- Musique : Grégoire Hetzel
- Son : Olivier Schwob / Montage son : Pierre André / Mixage : Marc Doisne
- Décors : Antoine Platteau
- Costumes : Marielle Robaut
- Montage : Simon Jacquet
- Producteur : Thomas Klotz
- Sociétés de production : Sunrise Films, SND, Cinémage 4
- Société de distribution : SND
- Durée : 102 minutes
- Pays de production :  France
- Dates de sortie :     
  - Suisse : 9 août 2010 (Locarno Film Festival)
  - Canada : 9 octobre 2010 (Vancouver International Film Festival)
  - Belgique : 19 janvier 2011
  - France : 26 janvier 2011

## Distribution
- Benoît Magimel : Léo Demarsan, un jeune avocat brillant et ambitieux qui s'acoquine un peu malgré lui à un redoutable  mafieux
- Gilbert Melki : Paul Vanoni, un mafieux notoire qui l'engage comme conseiller juridique
- Aïssa Maïga : Eve Demarsan, la femme de Léo, qui aime son ambition mais moins les ennuis qu'elle lui attire
- Éric Caravaca : l'inspecteur de la DNRED (Direction nationale du renseignement et des enquêtes douanières)
- Samir Guesmi :  Ben Corey, le redoutable bras droit de Vanoni
- Barbet Schroeder : Maître Jacques Meco, le patron d'un prestigieux cabinet d'affaires qui embauche Léo avant Vanoni
- Olivier Loustau : Richard Lauro, un homme de main de Vanoni
- Vincent Demoury : Eric Boyer
- Grégoire Aubert : Franck
- Abdelkader Bouallaga : Vincent
- Jeanne Corporon : Madame Herman, la femme d'un prisonnier qui accuse Vanoni
- Laurent Claret : Jacques Herzog
- Robert Lucibello : le président de la cour
- Jean-Claude Dumas : Joël Herman, un homme qui a accusé Vanoni avant de se rétracter
- Thomas Klotz : son avocat
- Jennyfer Chabot : la jolie fille blonde
- Maxence D'Almeida : le déménageur
- Guillaume de Montlivault : l'avocat général
- Jean-Marc Lacaze : Omar
- Jean-François Le Forsonney : lui-même

## Production

### Date et lieux de tournage
Le tournage s'est déroulé de mai au 6 juin 2009 à Paris, Montpellier, à l'Étang de Thau, à Cazevieille, Port-la-Nouvelle, Nimes et Uzès.
Les scènes réalisées en salles d'audience l'ont été au Palais de justice de Montpellier. La salle utilisée comme cour d'appel au début du film est en réalité la salle d'audience de la cour d'assises du département.

## Autour du film
Lors du premier procès remporté par l'avocat, le président de la juridiction est Gérard Christol, avocat montpelliérain, figure du droit pénal local.
Le film est diffusé pour la première fois en clair à la télévision le 12 juin 2025 (soit un peu plus de 14 ans après sa sortie en salles), sur la toute jeune chaîne T18.